# ادوارد سی. والثال
ادوارد سی. والثال (به انگلیسی: Edward C. Walthall) سناتور سابق عضو حزب دموکرات ایالات متحده آمریکا بود. وی در سال ۱۸۸۵ تا ۱۸۹۴ و ۱۸۹۵ تا ۱۸۹۸ میلادی سناتور ایالت میسیسیپی در سنای ایالات متحده آمریکا بود.